# 田村篤
田村 篤（たむら あつし）は、日本のアニメーター、キャラクターデザイナー。スタジオジブリ出身。

## 人物・来歴
多摩美術大学美術学部グラフィックデザイン科卒業。
1996年、スタジオジブリに研修生として入社。同期に米林宏昌がおり、研修期間中は共に近藤喜文から指導を受ける。1997年の『もののけ姫』で動画デビュー。以後、スタジオジブリで数多くの作品で原画を担当する。なかでも高畑勲監督の『かぐや姫の物語』がターニングポイントになり、自身のキャラクター作りに大きな影響を与えていると語る。
2014年、米林宏昌監督の『思い出のマーニー』を最後に、スタジオジブリの制作部門が解散。ジブリとの専属アニメーター契約の解除に伴い退社。以後、フリーに。
2019年の映画『天気の子』ではキャラクターデザインと作画監督を務めた。
ガンダムシリーズでは富野由悠季監督の『ガンダム Gのレコンギスタ』などに参加したほか、安彦良和監督が手がけた『機動戦士ガンダム THE ORIGIN ククルス・ドアンの島』では総作画監督を務めた。

## 参加作品

### テレビアニメ
- MASTERキートン（1998年） - 原画
- 交響詩篇エウレカセブン（2005年） - 原画
- 亡念のザムド（1997年） - 作画監督
- 山賊の娘ローニャ（2014年） - 背景原図
- スペース☆ダンディシーズン2（2014年） - 原画
- ガンダム Gのレコンギスタ（2014年） - 作画監督、原画
- 機動戦士ガンダム THE ORIGIN 哀しみのアルテイシア（2015年） - 原画
- 舟を編む（2016年） - 原画
- 機動戦士ガンダム THE ORIGIN 暁の蜂起（2016年） - 原画
- 機動戦士ガンダム THE ORIGIN 運命の前夜（2016年） - 作画監督
- 僕のヒーローアカデミア (アニメ) 第2期（2017年） - 原画
- 機動戦士ガンダム THE ORIGIN 激突 ルウム 会戦（2017年） - 作画監督
- ゴールデンカムイ（2018年） - 原画
- 機動戦士ガンダム THE ORIGIN Ⅵ 誕生 赤い彗星（2018年） - 作画監督
- 映像研には手を出すな!（2019年） - 原画

### 劇場アニメ
- もののけ姫（1997年） - 動画
- ホーホケキョ　となりの山田くん（1999年） - 動画
- 千と千尋の神隠し（2001年） - 原画
- くじらとり（2001年） - 原画
- 猫の恩返し（2002年） - 作画監督補佐（共同）
- めいとこねこバス（2002年） - 原画
- ギブリーズ episode2（2002年） - 原画
- 茄子 アンダルシアの夏（2003年） - 原画
- ハウルの動く城（2004年） - 原画
- ポータブル空港（2004年） - 原画
- ゲド戦記 (映画)（2006年） - 原画
- 崖の上のポニョ（2008年） - 原画
- ブレイブ・ストーリー（2008年） -原画
- ヱヴァンゲリヲン新劇場版:破（2009年） - 原画
- 借りぐらしのアリエッティ（2010年） - 原画
- ちゅうずもう（2010年） - 原画
- コクリコ坂から（2011年） - 原画
- 伏 鉄砲娘の捕物帳 （2012年） - 原画（御殿山佐助名義）
- 風立ちぬ（2013年） - 原画
- かぐや姫の物語（2013年） - 作画
- 思い出のマーニー（2014年） - 原画
- シンドバッド（2015年） - 原画
- メアリと魔女の花（2017年） - 原画
- 映画ドラえもん のび太の宝島（2018年） - 原画
- ちいさな英雄-カニとタマゴと透明人間-（2018年） - 原画
- 天気の子（2019年） - 作画監督、キャラクターデザイン[注 1]
- 鹿の王（2022年） - 原画
- 機動戦士ガンダム ククルス・ドアンの島（2022年） - 総作画監督
- すずめの戸締まり（2022年） - 原画、プロップ設定
- 窓ぎわのトットちゃん（2023年） - 作画監督、原画

### Webアニメ
- GAMERA -Rebirth-（2023年） - キャラクターデザイン

### アニメーションCM
- ポケモンワールドチャンピオンシップス2023「キミに会えた！」 - 原画